# Poecilochlora minor
Poecilochlora minor là một loài bướm đêm trong họ Geometridae.